# Segunda trilogía de Star Wars
La Segunda trilogía de Star Wars (conocida como Trilogía de Precuelas o coloquialmente llamadas las precuelas), es una serie de películas épicas de ópera espacial escritas y dirigidas por George Lucas, perteneciente a la franquicia Star Wars. Fue producido por Lucasfilm Ltd. y distribuido por 20th Century Fox entre 1999 hasta 2019 y desde ese año por Walt Disney Company. La trilogía se estrenó entre 1999 y 2005 y está ambientada antes de los eventos de la trilogía original de Star Wars (1977-1983), lo que la convierte cronológicamente en el primer acto de la saga Skywalker. Lucas había planeado una trilogía de precuelas (así como una trilogía de secuelas) antes del lanzamiento de la película original, pero detuvo la producción de películas de Star Wars más allá de la trilogía original en 1981. Cuando las imágenes generadas por computadora (CGI) habían avanzado al nivel que él quería para los efectos visuales que quería para las películas posteriores, Lucas revivió los planes para las precuelas a principios de la década de 1990. La trilogía marcó el regreso de Lucas a la dirección después de una pausa de 22 años después de la película original de Star Wars en 1977, así como una pausa de 16 años entre ambas trilogías.
La trilogía se conforma de Episodio I: La amenaza fantasma (1999), Episodio II: El ataque de los clones (2002) y Episodio III: La venganza de los Sith (2005). Las películas siguen el entrenamiento del poderoso joven Anakin Skywalker (el padre de los protagonistas originales de la trilogía Luke Skywalker y Leia Organa) como Jedi bajo la tutela de los Maestros Obi-Wan Kenobi y Yoda, su caída al lado oscuro de la Fuerza y renacer como Darth Vader. La trilogía también describe la corrupción de la República Galáctica, el desarrollo de las Guerras Clon, la aniquilación de la Orden Jedi y el surgimiento del Imperio bajo el mando del Lord Sith secreto y futuro Emperador Galáctico Palpatine / Darth Sidious. Las dos primeras películas recibieron críticas mixtas, mientras que la recepción de la tercera fue más positiva.

## Antecedentes
Según el productor de la trilogía original Gary Kurtz, se desarrollaron planes imprecisos para una trilogía precuela durante la descripción de las dos películas originales. En 1980, Lucas confirmó que tenía planeada una serie de nueve películas, pero debido al estrés de producir la trilogía original y la presión de su esposa para establecerse, decidió cancelar más secuelas para 1981. Sin embargo, los avances técnicos de finales de la década de 1980 y principios de la de 1990, incluida la capacidad de crear imágenes generadas por computadora (CGI), inspiraron a Lucas a considerar que sería posible volver a visitar su saga. En 1989, Lucas declaró que la trilogía precuela sería "increíblemente cara". Después de ver una de las primeras pruebas CGI creadas por Industrial Light & Magic para Jurassic Park, Lucas dijo:
Hicimos una prueba para Steven Spielberg; y cuando los pusimos en la pantalla tenía lágrimas en los ojos. Fue como uno de esos momentos de la historia, como la invención de la bombilla o la primera llamada telefónica. Se había cruzado una gran brecha y las cosas nunca volverían a ser las mismas.
En 1992, Lucas reconoció que tenía planes para crear la trilogía precuela en la revista Lucasfilm Fan Club, y se lo anunció a Variety a fines de 1993. El productor Rick McCallum contactó a Frank Darabont, quien anteriormente había escrito The Young Indiana Jones Chronicles y The Shawshank Redemption, para posibles futuras tareas de escritura. Fue considerado por lo menos hasta 1995, pero con el paso del tiempo, Lucas continuó escribiendo los guiones él mismo. Antes de que Lucas decidiera dirigir las precuelas, el director de El retorno del Jedi, Richard Marquand, expresó interés en dirigir una de las películas de esta trilogía, pero quedó truncado por su muerte en 1987. La popularidad de la franquicia se había visto prolongada por el Universo Expandido de Star Wars, por lo que aún contaba con una gran audiencia. Un relanzamiento teatral de la trilogía original en 1997 'actualizó' las películas 20 años después con el estilo de CGI previsto para los nuevos episodios.

## Películas
Habiendo sido esperada significativamente por los fans, Star Wars: Episodio I – La Amenaza Fantasma fue lanzado el 19 de mayo de 1999. En ella, ve a la Orden Jedi entrando en contacto con el joven Anakin Skywalker y la corrupción del Senado Galáctico por parte de Palpatine (Darth Sidious). Episodio II: El ataque de los clones se estrenó el 16 de mayo de 2002. La historia avanza 10 años y encuentra a Anakin, ahora un aprendiz de Obi-Wan Kenobi, persiguiendo un romance prohibido, así como el estallido de las Guerras Clon. El Episodio III: La venganza de los Sith, la primera película PG-13 de la franquicia, se estrenó el 19 de mayo de 2005. Representa la caída de Anakin al lado oscuro de la Fuerza y su renacimiento como Darth Vader. 
| Película                                          | Fecha de lanzamiento | Director     | Guionista(s)                  | Historia de  | Productor     | Distribuidor                                         |
| ------------------------------------------------- | -------------------- | ------------ | ----------------------------- | ------------ | ------------- | ---------------------------------------------------- |
| Star Wars: Episodio I - La amenaza fantasma       | 19 de mayo de 1999   | George Lucas | George Lucas                  | George Lucas | Rick McCallum | 20th Century Fox Walt Disney Studios Motion Pictures |
| Star Wars: Episodio II - El ataque de los clones  | 16 de mayo de 2002   | George Lucas | George Lucas y Jonathan Hales | George Lucas | Rick McCallum | 20th Century Fox Walt Disney Studios Motion Pictures |
| Star Wars: Episodio III - La venganza de los Sith | 19 de mayo de 2005   | George Lucas | George Lucas                  | George Lucas | Rick McCallum | 20th Century Fox Walt Disney Studios Motion Pictures |

### Episodio I – La amenaza fantasma
32 años antes de los acontecimientos de la película original, dos Caballeros Jedi, Qui-Gon Jinn y su aprendiz Obi-Wan Kenobi, descubren que la corrupta Federación de Comercio ha formado un bloqueo alrededor del planeta Naboo. Sin que ellos lo adviertan, el senador de Naboo, Palpatine, que en secreto es el Lord Sith Darth Sidious, ha diseñado de forma encubierta el bloqueo como pretexto para convertirse en Canciller Supremo de la República Galáctica. Con la ayuda de la reina de catorce años de Naboo, Padmé Amidala, y acompañados por un torpe nativo llamado Jar Jar Binks, Qui-Gon y Obi-Wan escapan del bloqueo. Aterrizan en Tatooine para reparar su nave estelar y conocen a un esclavo de nueve años llamado Anakin Skywalker. Al ver en él una gran presencia de la Fuerza y creyendo que él es el "Elegido" profetizado que traerá equilibrio a la galaxia, Qui-Gon lleva a Anakin a ser entrenado como Jedi. También deben hacer frente a la aparición de Darth Maul, el aprendiz Sith de Sidious y el primero en aparecer en años 
Las precuelas se planearon originalmente para completar la historia tangencial a la trilogía original, pero Lucas se dio cuenta de que podrían formar la primera mitad de una larga historia centrada en Anakin. Esto daría forma a la serie de películas en una saga independiente. En 1994, Lucas comenzó a escribir el guion de la primera precuela, inicialmente titulada Episode I: The Beginning. Tras el estreno de la película, Lucas anunció que dirigiría las dos siguientes.

### Episodio II – El ataque de los clones
10 años después, se produce un intento de asesinato hacia Padmé, quien ahora se desempeña como senadora de Naboo después de terminar su mandato como reina. El ahora Caballero Jedi Obi-Wan y su joven aprendiz, Anakin, son asignados para protegerla; Obi-Wan rastrea al asesino y descubre una conspiración, mientras que Anakin y Padmé se enamoran en secreto. Mientras tanto, el Canciller Palpatine planea atraer a la galaxia a las Guerras Clon entre el ejército de soldados clon de la República liderado por los Jedi y la Confederación de Sistemas Independientes liderada por el nuevo aprendiz Sith de Sidious y antiguo maestro Jedi, Conde Dooku.
El primer borrador del Episodio II se completó solo unas semanas antes de la fotografía principal, y Lucas contrató a Jonathan Hales, escritor de The Young Indiana Jones Chronicles, para pulirlo. Sin estar seguro de un título, Lucas había llamado en broma a la película "La gran aventura de Jar Jar", ironizando del hostil recibimiento que recibió el personaje. Al escribir El Imperio Contraataca, Lucas inicialmente consideró que Lando Calrissian era un clon de un planeta de clones que causó las Guerras Clon mencionadas en Una Nueva Esperanza. Más tarde se le ocurrió el concepto de un ejército de soldados clon de choque de un planeta remoto que atacó a la República y fue resistido por los Jedi.

### Episodio III – La venganza de los Sith
Tres años después del inicio de la guerra, Anakin se ha convertido en un respetado guerrero y se entera de que Padmé esta embarazada. Pero se desilusiona con el Consejo Jedi cuando no lo nombran maestro y comienza a tener visiones de Padmé muriendo al dar a luz. Palpatine convence a Anakin de que el lado oscuro de la Fuerza tiene el poder de salvar la vida de Padmé. Desesperado, Anakin se somete a Palpatine y asume el apodo Sith Darth Vader. Palpatine se revela como Darth Sidious a los Jedi y crea una historia que le permite ordenar su exterminio mientras declara a la antigua República un Imperio. Vader se involucra en un duelo con sables de luz con Obi-Wan en el planeta volcánico Mustafar, lo que resulta en que Vader pierda ambas piernas y su brazo izquierdo además de ser desfigurado, mientras que Padmé muere después de dar a luz a gemelos. 
El trabajo en el Episodio III comenzó antes de que se lanzara el Episodio II, con una escena filmada durante la producción de la película anterior. Lucas originalmente le dijo a los artistas conceptuales que la película comenzaría con un montaje de las Guerras Clon, e incluía una escena de Palpatine revelando a Anakin que había deseado su concepción a través de la Fuerza.  Lucas revisó y reorganizó radicalmente la trama, haciendo que Anakin ejecutara a Dooku en el primer acto para presagiar su caída al lado oscuro. Después de que se completó la fotografía principal en 2003, Lucas hizo más cambios, reescribiendo el arco de Anakin. Ahora se volvería principalmente al lado oscuro en una búsqueda para salvar a Padmé, en lugar de simplemente creer que los Jedi están conspirando para apoderarse de la República. La reescritura se logró mediante la edición del metraje principal y la filmación de escenas nuevas y revisadas durante las recolecciones en 2004. 

## Temas
Lucas hizo un esfuerzo consciente para crear escenas paralelas y diálogos entre las precuelas y la trilogía original, especialmente en relación con el viaje de Anakin Skywalker en las precuelas y el de su hijo Luke en las películas más antiguas. Junto con la trilogía original, Lucas se ha referido colectivamente a las primeras seis películas episódicas de la franquicia como "la tragedia de Darth Vader". Según Lucas, el orden correcto para ver las películas es por orden de episodios.
Hay muchas referencias al cristianismo en la trilogía de precuelas, como la apariencia de Darth Maul, cuyo diseño se basa en gran medida en las representaciones tradicionales del diablo, con piel roja y cuernos. El ciclo de películas de Star Wars presenta una narrativa cristiana similar que involucra a Anakin Skywalker; él es el "Elegido", el individuo profetizado para traer equilibrio a la Fuerza, quien fue concebido de un nacimiento virginal. Sin embargo, a diferencia de Jesús, Anakin cae en desgracia y aparentemente no cumple su destino (hasta que la profecía se hace realidad en El retorno del Jedi). La saga se basa en gran medida en el viaje del héroe, una plantilla arquetípica desarrollada por el mitólogo comparativo Joseph Campbell.
La ciencia política ha sido un elemento importante de Star Wars desde que se lanzó la franquicia en 1977, centrándose en una lucha entre la democracia y la dictadura. El hecho de que Palpatine fuera canciller antes de convertirse en Emperador en la trilogía de precuelas alude al papel de Adolf Hitler como canciller antes de nombrarse a sí mismo Führer. Lucas también ha establecido paralelismos entre Palpatine y dictadores históricos como Julio César y Napoleón Bonaparte, así como el ex presidente de los Estados Unidos Richard Nixon. La Gran Purga Jedi representada en La Venganza de los Sith refleja los eventos de la Noche de los Cuchillos Largos. La corrupción de la República Galáctica sigue el modelo de la caída de la República Romana y la formación de un imperio.

## Relanzamientos
En 2011, las cajas de la trilogía original y la precuela se lanzaron en Blu-ray, todas con modificaciones. Se planearon lanzamientos en 3D para la franquicia de seis películas, pero después del lanzamiento en 3D sin éxito financiero de 2012 de The Phantom Menace, el resto se canceló para centrarse en las secuelas. La trilogía estuvo disponible para su transmisión en Disney+ tras el lanzamiento del servicio a finales de 2019.

## Recepción

### Rendimiento de taquilla
| Película                | Fecha de lanzamiento | Presupuesto    | ingresos de taquilla | ingresos de taquilla                        | ingresos de taquilla | ingresos de taquilla | Ranking de taquilla | Ranking de taquilla | Ref.          |
| Película                | Fecha de lanzamiento | Presupuesto    | EE. UU. y Canadá     | Ajustado para inflación (América del Norte) | Otro territorios     | Mundial              | EE. UU. y Canadá    | Mundial             | Ref.          |
| ----------------------- | -------------------- | -------------- | -------------------- | ------------------------------------------- | -------------------- | -------------------- | ------------------- | ------------------- | ------------- |
| La amenaza fantasma     | 19 de mayo de 1999   | $ 115 millones | $474,544,677         | $815,518,000                                | $552,500,000         | $1,027,044,677       | #15                 | #35                 | [ 19 ] [ 20 ] |
| El ataque de los clones | 16 de mayo de 2002   | $ 115 millones | $310,676,740         | $482,820,000                                | $338,721,588         | $ 649,398,328        | #73                 | #130                | [ 21 ] [ 22 ] |
| La Venganza de los Sith | 19 de mayo de 2005   | $ 113 millones | $380,270,577         | $ 535,701,000                               | $469,765,058         | $850,035,635         | #39                 | #71                 | [ 23 ] [ 24 ] |
| Total                   | Total                | $ 343 millones | $1,165,491,994       | 1,834,039,000                               | $1,360,986,646       | $2,526,478,640       |                     |                     |               |

### Respuesta crítica
| Película                | Rotten Tomatoes                                   | Metacrític      | CinemaScore |
| ----------------------- | ------------------------------------------------- | --------------- | ----------- |
| La amenaza fantasma     | 52% (5.90/10 calificación promedio) (233 reseñas) | 51 (36 reseñas) | A−          |
| El ataque de los clones | 65% (6.60/10 calificación promedio) (252 reseñas) | 54 (39 reseñas) | A−          |
| La Venganza de los Sith | 80% (7.30/10 calificación promedio) (302 reseñas) | 68 (40 reseñas) | A−          |

La trilogía precuela recibió críticas mixtas, generalmente mejorando la recepción crítica con cada entrega. Las críticas comunes rodearon la dependencia excesiva de imágenes generadas por computadora y pantallas verdes, diálogos melodramáticos y rígidos (incluidas las escenas de romance entre Anakin y Padmé), escenas políticas de ritmo lento, y el personaje de alivio cómico Jar Jar Binks. cuyo papel se redujo después de la primera película. Varios personajes alienígenas introducidos en The Phantom Menace han sido objeto de acusaciones de estereotipos raciales. Se afirma que Jar Jar caricaturiza a un jamaiquino estereotipado, mientras que se ha dicho que la especie gungan en general sugiere una tribu africana primitiva. Se ha observado que los codiciosos neimoidianos de la Federación de Comercio se asemejan a los estereotipos de Asia oriental con algunos acentos tailandeses dados deliberadamente, y los gestos de Watto y la apariencia de nariz aguileña se basaron en imágenes de Alec Guinness como el personaje judío Fagin en la película de 1948 Oliver Twist,  lo que lleva a algunos a afirmar que el personaje propietario de esclavos es un estereotipo judío. Lucas negó todas las acusaciones de estereotipos raciales.
Muchos expresaron su decepción con la representación de la trilogía de Anakin Skywalker, particularmente llamando a la escritura débil y al diálogo rígido, aunque la actuación de Hayden Christensen en la tercera película fue mejor recibida. Por el contrario, la interpretación de Ewan McGregor de Obi-Wan Kenobi, siguiendo los pasos de Alec Guinness, ha sido generalmente elogiada. Natalie Portman ha expresado su decepción por la recepción negativa de la trilogía, diciendo que "cuando algo tiene tanta anticipación, casi solo puede decepcionar". También reconoció que "con la perspectiva del tiempo, ha sido reevaluado por muchas personas que realmente los aman ahora".
La trilogía también ha recibido algunas críticas por chocar estéticamente con la trilogía original. Mientras que las películas originales presentan tecnología tosca y antigua, las precuelas muestran diseños industriales nuevos y relativamente elegantes. Algunos han criticado esta elección de diseño diciendo que hace que el período de tiempo anterior parezca representar una civilización más avanzada, aunque Revenge of the Sith acerca el diseño al de la trilogía original. Lucas ha calificado la elección de inteligente, ya que ilustra la detención de la innovación tecnológica en un período de tiempo de guerra civil.
Por el contrario, algunos defienden los elementos positivos de la trilogía precuela, incluido su manejo de los problemas políticos, especialmente los relacionados con el ascenso del fascismo. Esto incluye al director y escritor de Star Wars: The Last Jedi, Rian Johnson, quien también elogió sus innovaciones en efectos visuales. Jar Jar Binks ha sido considerado como el primer personaje completamente CGI en una película de acción en vivo, y se percibe como allanando el camino para Gollum en El Señor de los Anillos. J. J. Abrams elogió la actuación de Ian McDiarmid como Darth Sidious, afirmando que la escena donde relata la tragedia de Darth Plagueis es la mejor de la trilogía. En 2020, Screen Rant comparó la forma en que la trilogía precuela terminó la saga en comparación con la trilogía secuela de Disney y escribió: "En medio de la mala ejecución de la historia, el hecho es que las películas precuela cuentan una narrativa coherente, con una línea clara entre las películas: esto es algo que hace mucha falta en la trilogía secuela".
George Lucas respondió a las críticas negativas diciendo que, al igual que las películas originales, estaban destinadas "a niños de 12 años", al tiempo que reconoció que los fanáticos que vieron las originales cuando eran jóvenes tenían diferentes expectativas como adultos. Se ha observado que las precuelas conservan una base de fans dedicada, compuesta principalmente por Millennials y Gen Zers que eran niños en el momento de su lanzamiento. Además, se ha observado que la serie animada The Clone Wars, que Lucas hizo con el artista de animación Dave Filoni, mejoró retroactivamente la percepción de la trilogía de precuela entre los fanáticos. Desde finales de la década de 2010, las precuelas han acumulado seguidores de culto a través de memes en las redes sociales, y Neel Patel de Syfy Wire atribuye esto a que Internet es un "paraíso de irreverencia, al igual que los guiones de George Lucas".